# Acaulon robustum
Acaulon robustum är en bladmossart som beskrevs av Brotherus och Georg Roth 1913. Acaulon robustum ingår i släktet pygmémossor, och familjen Pottiaceae. Inga underarter finns listade i Catalogue of Life.